# Hawker Hardy
Гоукер Харді (англ. Hawker Hardy) — британський багатозадачний літак розроблений і створений компанією Hawker Aircraft для заміни Westland Wapiti на Близькому Сході. В цілому «Харді» повторював літак зв'язку Hawker Audax, але відрізнявся обладнанням пристосованим для дій жаркому кліматі.

## Історія

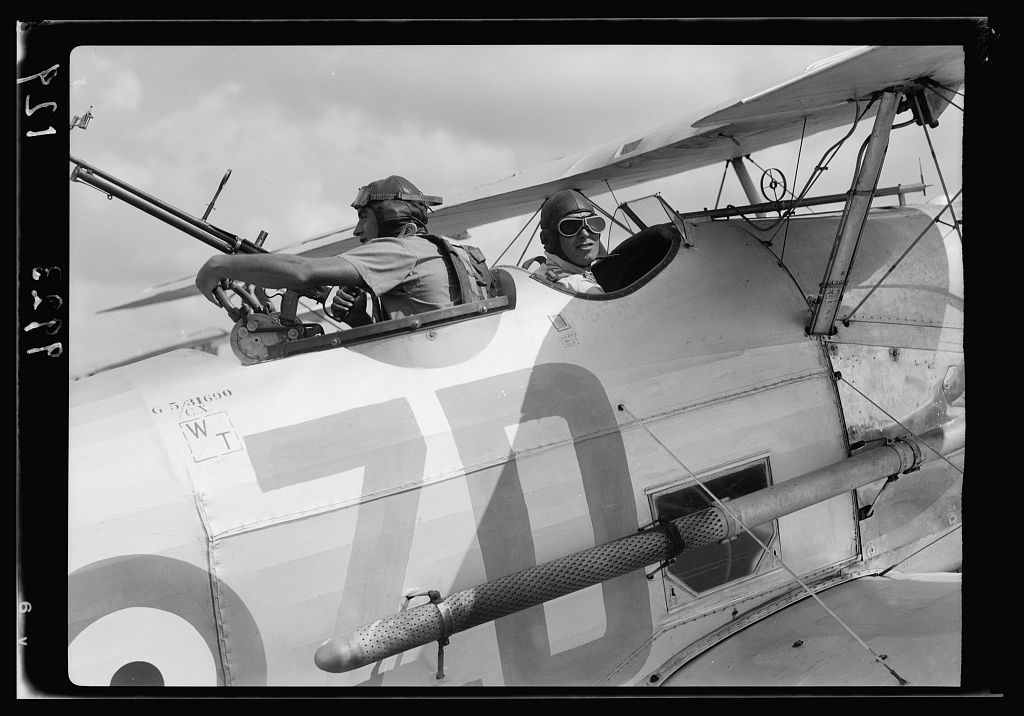
Кабіна пілота і стрільця зблизька

До 1933 в 30-й ескадрилья Королівських ВПС базована в Іраку використовувала Westland Wapiti, які значно програвали в характеристиках прийнятий на озброєння Hawker Audax. Тому міністерство авіації створило специфікацію G.23/33 на створення варіанту «Одакса» для Близького Сходу. Створений за цією специфікацією «Харді» відрізнявся тропічним радіатором для покращення охолодження, а також засобами для виживання при можливій посадці в пустелі.
Перший прототип піднявся в повітря 7 серпня 1934 року і незабаром почались випробування. Протягом наступного року «Харді» надійшли на озброєння згаданої 30-ї ескадрильї в Мосулі, і загалом для цих потреб було виготовлено 47 серійних літаків. Проте вже в 1938 році 30-а ескадрилья отримала Bristol Blenheim, а «Харді» були переведені дл 6-ї ескадрильї, яка використовувала їх для підримки 16-ї піхотної бригади під час Арабського повстання. Врешті-решт всі придатні «Харді» опинились в 237-й родезійській ескадрильї, в складі якої здійнювали бойові вильоти проти італійців в Ефіопії. Точно відомо що один літак використовувався аж до червня 1941 року як літак зв'язку.

## Тактико-технічні характеристики
Дані з Consice Guide to British Aircraft of World War II

### Технічні характеристики
- Екіпаж: 2 особи
- Довжина: 9,02 м
- Висота: 3,23 м
- Розмах крила: 11,35 м
- Площа крила: 32,33 м²
- Маса порожнього: 1450 кг
- Максимальна злітна маса: 2270 кг
- Двигун: Rolls-Royce Kestrel IB
- Потужність: 530 к. с. (395 кВт.)

### Льотні характеристики
- Максимальна швидкість: 259 км/год
- Практична стеля: 5180 м
- Час польоту: 3 год

### Озброєння
- Кулеметне:
  - 1 × 7,7-мм курсовий кулемет Vickers
  - 1 × 7,7-мм кулемет Lewis в кабіні стрільця
- Підвісне:
  - 4 × 9 кг бомб
  - засоби кидання димових завіс і сигнальних вогнів
  - корнтейнери з припасами чи водою

## Країни-оператори
- Бельгія
- Бельгійське Конго
- Велика Британія
- Південна Родезія